# Leopold Schrems
Leopold Schrems (* 4. Oktober 1922 in Kirchberg bei Mattighofen, Österreich; † 8. Juli 2008 in Seekirchen am Wallersee) war ein Soldat der deutschen Wehrmacht im Zweiten Weltkrieg, zuletzt im Range eines Obergefreiten und Träger des Ritterkreuzes des Eisernen Kreuzes. Er ist einer der wenigen Ritterkreuzträger im Mannschaftsstand.

## Leben
Nach seinem Schulbesuch war Schrems bis zu seiner Einberufung zur Wehrmacht am 3. Oktober 1941 Landarbeiter.

### Zweiter Weltkrieg
- 3. Oktober 1941 bis 24. März 1942: Rekrutenausbildung beim Gebirgsjägerregiment 137
- 25. März 1942 bis 30. April 1944: Soldat in der 9./ Gebirgsjägerregiments 85 (5. Gebirgsdivision)
- 1. Mai bis 14. Juli 1944: Einsatz in der Stabskompanie des Gebirgsjägeregiments 85
- 15. Juli bis 13. August 1944: Gruppenführer in der Leichten-Gebirgsjäger-Kolonne des Gebirgs-Jäger-Regiments 85
- 14. August 1944 bis 6. Mai 1945: Gruppenführer in der Stabskompanie des Gebirgsjägerregiments 85

Schrems Verleihung des Ritterkreuzes des Eisernen Kreuzes geht auf die Vernichtung von drei amerikanischen Panzer im Nahkampf zurück. Im Juli 1944 lagen Schrems und seine Einheit im Ort Pignataro Maggiore (Italien). Während der dritten Cassino-Schlacht, verteidigte er mit seinen 24 Gebirgsjägern eine strategisch wichtige Höhe gegen 25 anrückende amerikanische Panzer. Das einzige zur Verfügung stehende PaK-Geschütz (7,5 cm) fiel schon nach wenigen Schüssen aus. Während der Hauptteil der amerikanischen Panzer im Hintergrund bleibend abwartete, starteten zwei alliierte Panzer einen ersten Angriff auf die deutschen Stellungen von Schrems. Obwohl nicht an einer Panzerfaust ausgebildet, gelang es Schrems mit den zur Verfügung stehenden drei Panzerfäusten, einen Panzer zu vernichten. Dabei verfehlte der erste Schuss den Panzer, der zweite streifte den Panzerturm nur und der dritte und letzte Schuss durchschlug den Panzerturm letztlich und setzte ihn in Brand. Unter schweren Feuer liegend in einen weiteren Graben kriechend, um an die dort noch befindlichen Panzerfäuste zu kommen, gelang es Schrems in der Folge, einen zweiten Panzer aus fünfzehn Metern Entfernung bewegungsunfähig zu schießen. Dessen Besatzung konnte sich aus dem brennenden Fahrzeug in Sicherheit bringen. Kurz darauf griffen zwei weitere Panzer in das Kampfgeschehen ein, in dessen Verlauf Schrems den dritten Panzer, ebenfalls mit einer Panzerfaust, zerstören konnte. Die überlebende Besatzung wurde sodann von Schrems und seinen Männern gefangen genommen. Der vierte Panzerkampfwagen drehte daraufhin zu seiner wartenden Kampfgruppe ab, die sich danach zurückzog. Für den verhinderten Durchbruchsversuch an dieser Stelle wurde Schrems von der 90. Panzergrenadier-Division zur Eingabe für das Ritterkreuz des Eisernen Kreuzes vorgeschlagen und am 27. Mai 1944 zusammen mit dem unabhängig von ihm am Monte Cassino kämpfenden Herbert Fries im Wehrmachtbericht genannt. Am 6. Mai 1945 geriet Schrems in US-amerikanische Kriegsgefangenschaft, aus der er am 1. August 1945 wieder entlassen wurde.
Nach seiner Entlassung war Schrems bis ins hohe Alter Landwirt. Er verbrachte seinen Lebensabend in seiner Heimat Salzburg.

## Beförderungen
- 1942: Gefreiter
- 1943: Obergefreiter

## Auszeichnungen
- Eisernes Kreuz (1939) II. Klasse am 7. Juni 1943
- Eisernes Kreuz (1939) I. Klasse am 11. August 1943
- Verwundetenabzeichen (1939) in Silber am 16. Oktober 1942
- Nahkampfspange in Silber am 22. September 1943
- Ritterkreuz des Eisernen Kreuzes am 27. Juli 1944[3]
- Nennung im Wehrmachtbericht am 27. Mai 1944
- dreimalige Verleihung des Sonderabzeichens in Gold für das Niederkämpfen von Panzerkampfwagen durch Einzelkämpfer